# Колимска магистрала
Вижте пояснителната страница за други значения на Колима.
Колимската магистрала (на руски: Федеральная автомобильная дорога «Колыма»; букв: Федерален автомобилен път Р504 „Колима“, наричан също и Колимски път) е автомобилен път в Далечния Изток на Русия.
Свързва градовете Якутск и Магадан. Общата дължина на пътя е 2032 km, от които 1197 km попадат в Якутия, а 835 km – в Магаданска област.
Магистралата е наричана, също така, Пътят на костите, тъй като костите на умрелите затворници, които са я строили, са били използвани в основите на пътя. Понеже строежът е бил върху вечна замръзналост, погребване в материала на пътя е било считано за по-практично, отколкото копаенето на гроб.

## Маршрут
Колимската магистрала е ключов път в Далечния Изток на Русия. Тя свързва Якутия с Магаданска област, осигурява достъп до Тихия океан и е единственият автомобилен път в източните части на Якутия и западните части на Магаданска област. Разположена е в зона на изключително студени зими, като в някои части средните януарски температури са около -50 °C.
Магистралата започва като продължение на Ленската магистрала при селището Нижни Бестях, разположено на брега на река Лена, срещу Якутск. Преминава през селищата Тюнгюлю, Чурапча, Итик-Кюйол, Хандига, Уст Нера, Артик, Кадикчан, Сусуман, Ягодное, Дебин, Оротукан, Мякит, Атка, Палатка и Сокол и завършва в Магадан. Пътят има и два алтернативни маршрута. Първият се нарича „Южен“ или „Оймяконски“ път и е основно на територията на Якутия – минава през Кюбеме, Томтор, Куранах-Сала и Кадикчан. Този път не се поддържа и е в много лошо състояние. Вторият се нарича „Тенкински“ път и е на територията на Магаданска област – минава през Палатка, Уст Омчуг, Омчак и Болшевик.

## История
Развиването на рудодобива в Далечния Изток на Русия през 1920-те години обуславя построяването на пътна мрежа. През ноември 1931 г. е създаден „Далстрой“ – организация на НКВД, имаща за цел построяването на път между Магадан и Уст Нера с клон към Якутск, като се използва труда на затворници от ГУЛАГ. През лятото на 1932 г. са въведени в експлоатация първите 30 km от пътя, а останалите 1042 km до Уст Нера са построени до 1953 г. Към края на 1941 г. е започнат строежът на „Хандигския път“, който има за цел достигането на Якутск през селището Хандига.
На 24 октомври 2008 г., след редица ремонтни работи в Оймяконски улус в Якутия и построяването на мостове, магистралата е официално открита за целогодишно ползване във всички направления.
През 2015 г. е започнат строежът на продължението на Колимската магистрала, имащо за цел да достигне най-източния град в Русия – Анадир, като минава през селищата Омсукчан и Омолон и има разклонения към Билибино и Егвекинот.

## Днешно състояние
Днес по-голямата част от пътя е с всесезонно покритие и е в относително добро състояние. Прекосяването му през есента или пролетта е почти невъзможно, тъй като все още липсва изграден мост над р. Алдан в района на селището Хандига. Състоянието на „Оймяконския“ път е изключително лошо, поради липса на поддръжка. Участъци от този път са редовно наводнявани от реки през лятото, множество мостове са разбити – това затруднява преминаването му дори и с джипове 4x4. Днес той се използва единствено от мотоциклисти-авантюристи като предизвикателство.
През 2004 г. Юън Макгрегър и Чарли Бурман се отправят на околосветско пътешествие с мотоциклети, чийто маршрут минава през Колимската магистрала. Но все пак, поради пътните условия, те не успяват да прекосят магистралата без чужда помощ. След това издават книга, телевизионна поредица и DVD, всичките именувани Лонг Уей Раунд.